# Dasybasis cretacea
Dasybasis cretacea är en tvåvingeart som beskrevs av Fedotova 1991. Dasybasis cretacea ingår i släktet Dasybasis och familjen bromsar.
Artens utbredningsområde är Kazakstan. Inga underarter finns listade i Catalogue of Life.